# شينكانسن هينكي روبو شينكاليون
شينكانسن هينكي روبو شينكاليون (باليابانية: 新幹線変形ロボ シンカリオン، بالروماجي: Shinkansen Henkei Robo Shinkalion) هي لعبة يابانية تم تصميمها من قبل تاكارا تومي بالاشتراك مع مجموعة السكك الحديدية اليابانية. اقتبست إلى مسلسل أنمي تلفزيوني من قبل استوديو أو إل إم، عرض الأفي 6 يناير عام 2018 واستمر عرضه حتى 29 يونيو عام 2019، وتكون من 76 حلقة. عرض الجزء الثاني على تلفزيون طوكيو، منذ 9 أبريل 2021.

## القصة
تدور أحداث القصة عن حوادث لهجمات وحوش غامضة تدعى كيتورالزرس ظهرت فجأة في اليابان، بعد ذلك ظهر الشينكانسن الأسود الغامض ردا على تلك الهجمات، لذلك تم إنشاء منظمة سرية تسمى شينكانسن ألترا أيفولوشن
إينستيت، للتحقيق عن الشينكانسن الأسود وعلاقاته بالهجمات.

## الشخصيات

### الشخصيات الرئيسية
هاياتو هاياسوغي (باليابانية: 速杉 ハヤト، بالروماجي: Hayasugi Hayato)
أداء صوتي: أياني ساكورا
أكيتا أوغا (باليابانية: 男鹿 アキタ، بالروماجي: Oga Akita)
أداء صوتي: مانامي نوماكورا
تسورانوكي دايمونياما (باليابانية: 大門山 ツラヌキ، بالروماجي: Daimonyama Tsuranuki)
أداء صوتي: ريه موراكاوا
شاشوت (باليابانية: シャショット، بالروماجي: Shashotto)
أداء صوتي: يوجي أويدا
شينوبو تسوكياما (باليابانية: 月山 シノブ، بالروماجي: Tsukiyama Shinobu)
أداء صوتي: نانامي يوشيمورا
أزوسا أويدا (باليابانية: 上田アズサ، بالروماجي: Ueda Azusa)
أداء صوتي: أيانا تاكيتاتسو
سيريو (باليابانية: セイリュウ، بالروماجي: Seiryuu)
أداء صوتي: كي شيندو

### شخصيات أخرى
ريوجي كييوسو (باليابانية: 清洲 リュウジ، بالروماجي: Kiyosu Ryuuji)
أداء صوتي: ريوتا أوساكا، آمي نايتو
تاتسومي كيوسو (باليابانية: 清洲タツミ، بالروماجي: Kiyosu Tatsumi)
أداء صوتي: يومي هينو
ميكو هاتسوني (باليابانية: 発音 ミク، بالروماجي: Hatsune Miku)
أداء صوتي: ساكي فوجيتا
ري أوزورا (باليابانية: 大空 レイ، بالروماجي: Oozora Rei)
أداء صوتي: إريكو ماتسوي
تاكاتورا كيريشيما (باليابانية: 霧島 タカトラ، بالروماجي: Kirishima Takatora)
أداء صوتي: ميتسوهيرو إيتشيكي
غين إيتسوتوباشي (باليابانية: 五ツ橋 ギン، بالروماجي: Itsutsubashi Gin)
أداء صوتي: إيري غودا
جو إيتسوتسوباشي (باليابانية: 五ツ橋 ジョウ، بالروماجي: Itsutsubashi Jou)
أداء صوتي: إيري غوتو
هوكوتو هاياسوغي (باليابانية: 速杉ホクト، بالروماجي: Hayasugi Hokuto)
أداء صوتي: توموكازو سوغيتا
شينبي إيزومي (باليابانية: 出水シンぺイ، بالروماجي: Izumi Shinpei)
أداء صوتي: هيكارو ميدوريكاوا
فوتابا ميهارا (باليابانية: 三原フタバ، بالروماجي: Mihara Futaba)
أداء صوتي: سورا أماميا
أكاغي هونجو (باليابانية: 本庄アカギ، بالروماجي: Honjo Akagi)
أداء صوتي: كيوتاكا فوريشيما

## وصلات خارجية
- موقع الأنمي الرسمي باللغة اليابانية
- موقع الفيلم الرسمي باللغة اليابانية
- شينكانسن هينكي روبو شينكاليون على موقع ANN anime (الإنجليزية)